# به عشق تو سوگند
به عشقِ تو سوگند (هندی: Kasam Tere Pyaar Ki) یک سریال درام-عاشقانه تلویزیونی هندی به زبان هندی است که در ۷ مارس ۲۰۱۶ از شبکهٔ کالرز تی‌وی پخش شد. همچنین به صورت دیجیتالی در ووت در دسترس است. این سریال توسط اکتا کاپور و زیر نظر بالاجی تله‌فیلم تهیه شده و کراتیکا سینگار و شراد ملهوترا در آن نقش‌آفرینی می‌کنند. این سریال آخرین‌بار در ۲۷ ژوئیه ۲۰۱۸ پخش شد.
این سریال سفر دو عاشق به نام‌های ریشی و تانو را نشان می‌دهد که پس از تولد دوباره‌شان، دوباره به هم می‌پیوندند.

## داستان
تانوسری «تانو» خورانا و ریشی سینگ بدی مانند پدرانشان در پاتیالا دوست هستند. کاتیان بای پیشگویی می‌کند که آن‌ها برای هفت تولد بعدی با هم خواهند بود. رانو که از تانو بدش می‌آید، راج را فریب می هد تا به آمریکا برود. تانو و ریشی راه خود را از هم جدا می‌کنند اما قول می‌دهند بعداً با هم متحد شوند.

## بازیگران

### اصلی
- شراد ملهوترا در نقش
  - ریشی سینگ بدی – پسر بزرگ راج و رانو؛ برادر مانپریت؛ برادر ناتنی پوراب؛ برادر خوانده یووراج؛ بیوه تنوشری؛ شوهر تنتوجا؛ پدر ناتاشا؛ نوه تانیا/پدر خوانده. (۲۰۱۶–۱۸) (مُرده)
    - هاردیک خانا در نقش کودک ریشی سینگ بدی. (۲۰۱۶)

  - رانبیر کاپور – ریبورن ریشی؛ بلرج و پسر مهیمه؛ پسر عموی و بهترین دوست آکشی؛ مورد علاقهٔ کریتیکا.
- کراتیکا سینگار در نقش
  - تانوشری «تانو» خورانا سینگ بدی – دختر بزرگ ویرندرا و شاردا. خواهر آهنا؛ همسر اول ریشی (۲۰۱۶) (مُرده)
    - کریشا شاه در نقش کودکی تانوسری خورانا (۲۰۱۶)

  - تانوجا سیکاند سینگ بدی – ریبورن تانوشتری؛ دختر ویکرام؛ نامزد سابق آبیشک؛ همسر دوم ریشی؛ مادر ناتاشا؛ مادربزرگ / مادرخوانده تانیا. (۲۰۱۶–۲۰۱۸) (مُرده)
    - شیوانی تومار در نقش تانوجا سیکند (پیش از جراحی پلاستیک) (۲۰۱۶)

  - کریتیکا کوهلی – تانوجا بعد از جراحی پلاستیک. دختر آرون و مالینی؛ دختر ناتنی پامی؛ خواهر ناتنی ایشانی و جیانا؛ مورد علاقهٔ رانبیر (۲۰۱۸)